# Dagteeken- en Kunstambachtsschool voor Meisjes

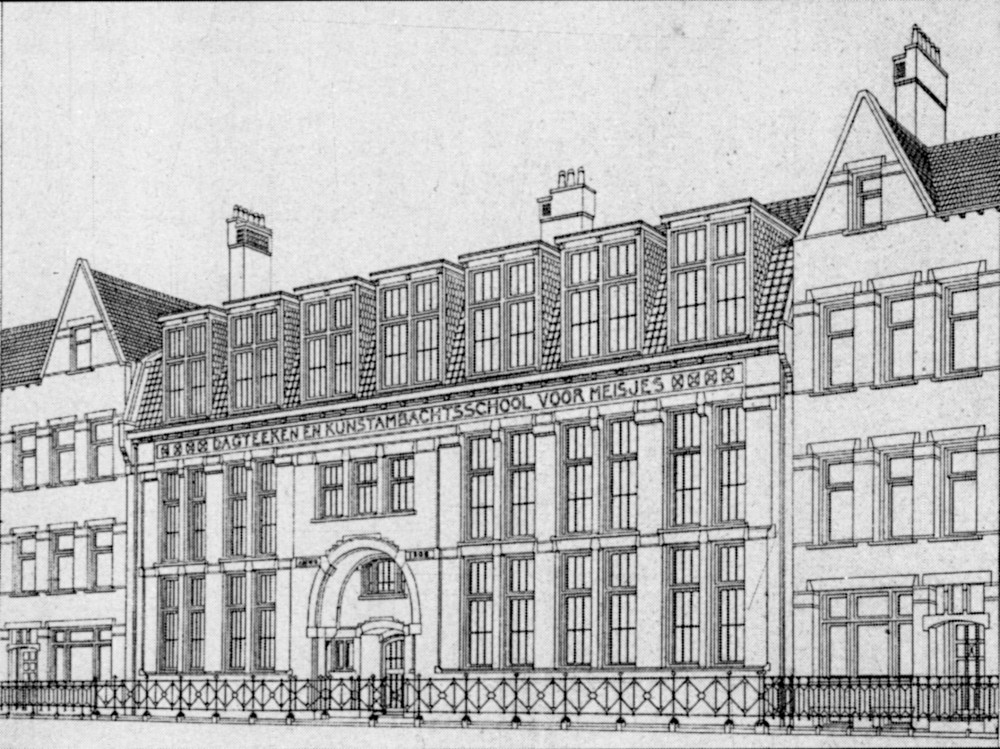
Ontwerp van H.P. Berlage voor het schoolgebouw aan de Gabriël Metsustraat 16 (1907)

De Dagteeken- en Kunstambachtsschool voor Meisjes was een onderwijsinstelling in Amsterdam. De school is een van de voorlopers van de Gerrit Rietveld Academie.

## Geschiedenis
In 1863 werd door de Maatschappij voor den Werkenden Stand een teken- en ambachtsschool "voor zonen en pleegzonen van leden der Maatschappij" opgericht (vanaf 1870 bekend als Industrieschool). In 1878 volgde een tekenschool voor meisjes als afdeling van de Industrieschool, die begon met vier meisjes. Het onderwijs was ondergebracht in het gebouw van de Maatschappij aan de Oudezijds Voorburgwal en vanaf 1883 in een nieuw gebouw aan de Kloveniersburgwal. In 1886 werd besloten van Dagteekenschool voor Meisjes een zelfstandige afdeling te maken, met een eigen bestuur bestaande uit onder anderen voorzitter jkvr. Jeltje de Bosch Kemper, secretaresse W.M. Korteweg-barones d'Aulnis de Bourouill en de heren W.B.G. Molkenboer en J.R. de Kruijff. De Dagteekenschool leidde meisjes op voor de MO-akte handtekenen en bereidde ze voor op de examens van de Rijksakademie van beeldende kunsten en de Rijksnormaalschool voor Teekenonderwijzers. Vanaf 1886 tot haar pensioen in 1917 was Betsy Kerlen als directrice aan de school verbonden. 
In 1902 werd een kunstambachtsafdeling toegevoegd aan de opleiding en ging de school verder als Dagteeken- en Kunstambachtsschool voor Meisjes. Extra onderdelen die hierdoor aan het lesprogramma werden toegevoegd waren onder meer lithografie, textielkunst, keramiekschilderen en boekbinden. De school had inmiddels 80 leerlingen en er werd besloten een eigen gebouw te openen. In 1908 werd het nieuwe schoolgebouw aan de Gabriël Metsustraat 16 in gebruik genomen, ontworpen door architect H.P. Berlage.
Van 1917 tot 1920 was mej. H. Doyer directeur van de school. In 1920 werd als haar opvolger Joh. B. Smits (1874-1945) benoemd, hij was eerder hoofdleraar aan de Kunstgewerbeschule in Zürich en had in 1905 al eens les gegeven aan de Dagteeken- en Kunstnijverheidsschool. 
Fusie
In 1924 fuseerde de school met de Kunstnijverheidsschool Quellinus en de Teekenschool voor Kunstambachten tot het Instituut voor Kunstnijverheidsonderwijs, dat in 1968 de naam Gerrit Rietveld Academie kreeg. Smits was van 1924 tot 1939 de eerste directeur van de fusieschool.
Tot 1967 werd nog les gegeven aan de Gabriël Metsustraat 16. Het archief van de Dagteeken- en Kunstambachtsschool is ondergebracht bij het RKD.

## Enkele docenten en oud-studenten
Docenten
- Tine Baanders
- Bertha Bake
- Wilhelmina Drupsteen
- Agnieta Gijswijt
- Berhardina Midderigh-Bokhorst
- Kees Oosschot
- Georg Rueter
- Anna Sipkema
- Jan Uri
- Maria Augusta Willeumier

Studenten
- Anna Elisabeth Batelt
- Nelly Bodenheim
- Tini van Doornik
- Hendrika van Gelder
- Margot van Hasselt
- Elisabeth Hattink
- Maria Hofker-Rueter
- Elisabeth Menalda
- Suze Middendorp
- Willemine Polenaar
- Charlotte Pothuis

- Margaret Staal-Kropholler
- Annie Tollenaar-Ermeling
- Agathe Wegerif-Gravestein
- Betsy Westendorp-Osieck
- Agatha Zethraeus